# Olympische Sommerspiele 2000/Teilnehmer (Sambia)
| Gelbes Symbol für Goldmedaillen mit stilisierten Olympischen Ringen | Graues Symbol für Silbermedaillen mit stilisierten Olympischen Ringen | Braundes Symbol für Bronzemedaillen mit stilisierten Olympischen Ringen |
| ------------------------------------------------------------------- | --------------------------------------------------------------------- | ----------------------------------------------------------------------- |
| —                                                                   | —                                                                     | —                                                                       |

Sambia nahm an den Olympischen Sommerspielen 2000 in der australischen Metropole Sydney mit acht Athleten, zwei Frauen und sechs Männer, in drei Sportarten teil.
Seit 1964 war es die neunte Teilnahme des afrikanischen Staates an Olympischen Sommerspielen.

## Flaggenträger
Der Leichtathlet Samuel Matete trug die Flagge Sambias während der Eröffnungsfeier im Stadium Australia.

## Übersicht der Teilnehmer

### Leichtathletik
Männer
- Chungu Chipako
1500 m: 3:49,79 min, nicht für die nächste Runde qualifiziert
- Sam Mfula Mwape
5000 m: 13:41,72 min, nicht für die nächste Runde qualifiziert
- Samuel Matete
400 Meter Hürden: 48,98 s in der ersten Runde; 48,98 s in der zweiten Runde, nicht für die nächste Runde qualifiziert

Frauen
- Lilian Bwalya
400 m: 54,77 s, nicht für die nächste Runde qualifiziert

### Boxen
Männer
- Kennedy Kanyanta
Fliegengewicht: Niederlage gegen Bolat Schumadilow, nicht für die nächste Runde qualifiziert
- Ellis Chibuye
Weltergewicht: Niederlage gegen Roberto Guerra Rivera, nicht für die nächste Runde qualifiziert

### Schwimmen
Männer
- Leonard Ngoma
200 m Brust: 2:32,90 min, nicht für die nächste Runde qualifiziert

Frauen
- Ellen Hight
100 m Schmetterling: 1:09,34 min, nicht für die nächste Runde qualifiziert